# بخش تاونسند (شهرستان هورون، اوهایو)
بخش تاونسند (به انگلیسی: Townsend Township) یک منطقهٔ مسکونی در ایالات متحده آمریکا است که در شهرستان هیورن، اوهایو واقع شده‌است.
 بخش تاونسند ۶۶٫۸ کیلومتر مربع مساحت و ۱٬۶۲۳ نفر جمعیت دارد و ۲۷۴ متر بالاتر از سطح دریا واقع شده‌است.